# Lokalbrev
Lokalbrev var enligt poststadgan de brev, "som behandlas å postanstalt utan att fortskaffas med post eller af landtbrefbärare". De var uteslutande avsedda för behandling på inlämningspostanstalten och för befordran inom dess område.
De städer, där flera postanstalter fanns inrättade, såsom Stockholm, Göteborg och Malmö, ansågs, var för sig, utgöra ett gemensamt område, så att behandling på två eller fler av dem inte berövade ett brev egenskapen av lokalbrev; och posttransporter dem emellan inte heller räknas som postföring i vanlig mening. Till lokalbrev hänfördes från och med 1885 (tidigare kallades de lösbref) även sådana brev som var avsedda för handläggning av en enda postanstalt och kom i lösväska till postanstalten genom avsändarens bud eller eljest genom hans försorg utan att allmänna posten anlitats. Till lokalbrev räknades även brev som inlämnats till postanstalten eller hämtats ur dess brevlådor. Förslag fanns att vidga de gränser, inom vilka brev (och korsband) må kunna befordras mot det billigare lokalportot; det vill säga hälften av det vanliga portot ("fjärrportot"). Särskilt ifrågasattes att egnahemsområden och villasamhällen, åtminstone sådana vilka betjänades enbart genom lantbrevbärare och inte hade egen fast postanstalt, skulle få sammanslås med sitt modersamhälle till ett gemensamt lokalpostområde.
1848 medgavs att brev, adresserade till i Stockholm boende personer, fick inlämnas till stadens postkontor för vidare befordran emot vissa villkor, bland annat att nyttja de bestämda brevbäringsturerna. För dylikt brev skulle erläggas, antingen vid inlämnandet 1 skilling banko och vid avlämnandet likaledes 1 skilling banko ("brefbärarskillingen"), eller vid inlämnandet 2 skilling banko då brevet av brevbäraren avlämnades utan lösen. Dessa medel skulle tillfalla: hälften till vederbörande posttjänstemän och andra hälften till brevbärarna. 1855 utsträcktes tillämpningen till övriga postkontor i riket, där lokalbrevbäring kunde förekomma. Från 1862 år bestämdes att lokalbrevsportot – dåmera 3 öre – skulle tillfalla postkassan. Från och med 1883 avskaffades "brefbärarskillingen" (denna hade för befordran inom huvudstaden av de postbefordrade brev redan 1836 fastställts samt erlades för dem alltid av adressaten), och portot för lokalbreven minskades i motsvarande mån. Från och med 1885 utgjorde det 5 öre för enkel viktsats. 1910 förekom lokalbrevbäring vid 145 av rikets postkontor, då uppgående till 242.
Lokalbrevkort såsom ett särskilt slag av försändelse infördes från och med 1873. Portot sattes till 6 öre, och någon brevbäraravgift fick inte tas upp för dessa försändelser. För inrikes brevkort i övrigt, införda 1872, var portot första året 12 öre (= brevportot) och blev från och med 1873 nedsatt till 10 öre. Lokalbrevkorten som särskild försändelsetyp upphörde vid 1877 års början, då portot för alla inrikes brevkort fastställdes till 6 öre.
Postverkets uteslutande rätt att mot avgift ombesörja regelbunden befordran av förseglade eller i övrigt tillslutna brev ävensom av brevkort inte bara mellan in- och utrikes samt mellan inrikes orter, utan även i de särskilda inrikes orter, där postverket anordnat lokalbefordran, fastslogs uttryckligen 1888. Dessförinnan hade postverket i sistberörda hänseende vid åtskilliga tillfällen lidit intrång i sin verksamhet.